# Euclimacia morosa
Euclimacia morosa is een insect uit de familie van de Mantispidae, die tot de orde netvleugeligen (Neuroptera) behoort. 
Euclimacia morosa is voor het eerst wetenschappelijk beschreven door Gerstäcker in 1894.